# Le Magicien (film, 1898)
Pour les articles homonymes, voir Le Magicien.
Pour plus de détails, voir Fiche technique et Distribution.
Le Magicien est un film de Georges Méliès sorti en 1898 au début du cinéma muet. C'est un court-métrage d'environ une minute.

## Synopsis
Un magicien fait apparaître une table, une boîte, dans laquelle il entre et ressort déguisé en Pierrot. Sur la table apparaissent ensuite des couverts et des mets. Puis tout disparaît et le magicien porte alors un costume antique, après avoir touché un homme habillé à la mode des derniers siècles. Il sculpte ensuite un buste de femme qui devient vivant, n'arrive pas à toucher une statue de femme qui change sans arrêt de place, et se fait enfin botter le derrière par l'homme de l'ancien temps.

## Distribution
- Georges Méliès : Le magicien